# أورمضان كريم
أورمضان كريم (ولد عام 1958 في قرية تيزرى عيسى بآيت يحيى موسى منطقة ذراع الميزان في القبائل)، كاتب جزائري يكتب باللغة الفرنسية وينحدر من منطقة القبائل بتيزي وزو.

## سيرة ذاتية
أثناء حرب التحرير الجزائرية. ينحدر من عائلة الثوري كريم بلقاسم. بعد الاستقلال وفي سن التاسعة التحق بمدرسة الشهداء للأطفال في الأربعاء ناث إراثن، قبل أن يلتحق بالجيش بعد دراسته الثانوية ليصبح قائداً.
في عام 2004 وبعد مسيرة عسكرية تقاعد وبعد عامين نشر في عام 2006 روايته الأولى بالفرنسية «سوء الفهم».
في 27 يناير 2018، توفي في قريته الأم تيزرى عيسى بعد صراع طويل مع المرض.